# Myopias concava
Myopias concava é uma espécie de formiga do gênero Myopias, pertencente à subfamília Ponerinae.